# RMH (motocicletas)
RMH (o R.M.H.) fue una marca española de motocicletas comercializadas por la empresa Rafael Mira e Hijos, SRC en Valencia entre 1961 y 1966.
Rafael Mira era el distribuidor -entre otras marcas- de Setter en Valencia, en su  establecimiento ubicado en el número 8 de la Avenida de José Antonio, donde también vendía equipamientos para automoción y agricultura. Con los años, Mira decidió vender motos con marca propia, llegando a un acuerdo con Setter, por el cual esta empresa se las fabricaba con marca RMH, en su taller de la calle Maximiliano Thous, entre febrero de 1963 y febrero de 1965.

## Características
Las RMH estaban equipadas con motores Hispano Villiers de 122 y 197 cc y su producción total fue como sigue:
- Modelo A (122cc): 585 unidades, con números de bastidor comprendidos entre A-484 y A-1069
- Modelo M2 (197cc): 189 unidades con números de bastidor entre M2-5068 y M2-5257.

(Nota: Algunas fuentes mencionan números más bajos del chasis, tales como un usuario que afirma tener una con número A-423.)
Dada la relación con el productor, las RMH y Setter 125 cc fueron casi idénticas (compartían todo excepto el motor y el característico color rojo de RMH).